# Juninho Fonseca
Juninho Fonseca, właśc. Alcides Fonseca Junior (ur. 29 sierpnia 1958 w Olímpia) – były brazylijski piłkarz. Podczas kariery występował na pozycji obrońcy.

## Kariera klubowa
Karierę piłkarską rozpoczął w 1974 roku w klubie Ponte Preta Campinas, w którym występował do 1983 roku i był to najlepszy okres jego kariery. W 1983 przeszedł do Corinthians Paulista. Największym sukcesem z Corinthians było zdobycie Mistrzostwa Stanu São Paulo– Campeonato Paulista w 1983. W drużynie z São Paulo występował do 1986 roku. Lata 1986–1990 to ustawiczne zmiany klubów. W tym okresie Juninho Fonseca grał w:CR Vasco da Gama(Taça Guanabara 1986), Cruzeiro EC, XV de Piracicaba, Athletico Paranaense, São José EC, Ponte Preta, Nacional, Olímpia FC. Ostatnie lata 1991–1992 kariery Juninho Fonseca spędził w Japonii w klubie Yomiuri Nippon, z którym dwukrotnie zdobył Mistrzostwo Japonii w 1991 i 1992 roku.

## Kariera reprezentacyjna
W reprezentacji Brazylii zadebiutował 25 września 1980 w meczu przeciwko reprezentacji Paragwaju. W 1982 pojechał z reprezentacją na Mistrzostwa Świata, które były rozgrywane na stadionach Hiszpanii, jednakże nie wystąpił w żadnym meczu. Ostatnim jego występem w reprezentacji był rozegrany 26 sierpnia 1981 mecz przeciwko reprezentacji Chile. Łącznie w reprezentacji rozegrał 4 spotkania.